# Lijst van beelden in Strijen
Dit is een (onvolledige) chronologische lijst van beelden in Strijen. Onder een beeld wordt hier verstaan elk driedimensionaal kunstwerk in de openbare ruimte van Strijen in de Nederlandse gemeente Hoeksche Waard, waarbij beeld wordt gebruikt als verzamelbegrip voor sculpturen, standbeelden, installaties, gedenktekens en overige beeldhouwwerken.

## Strijen
| Geplaatst | Omschrijving       | Kunstenaar       | Straat                         | Plaats  | Materiaal | Afbeelding |
| --------- | ------------------ | ---------------- | ------------------------------ | ------- | --------- | ---------- |
| 1952      | Oorlogsmonument    | Toos Neger       | Kerkstraat 48                  | Strijen |           |            |
| 1990      | De Zwemmer         | Eric Claus       | Sportlaan                      | Strijen |           |            |
| 1990      | Nevelpaarden       | Eric Claus       | Nieuwestraat / Leeuwerikstraat | Strijen |           |            |
| 1992      | Joods monument     | Ralph Prins      | Kerkstraat 78 A                | Strijen |           |            |
| 1997      | Indië-monument     |                  | Kerkstraat, plantsoen          | Strijen |           |            |
| 2009      | Oorlogsmonument    |                  | Kerkstraat 48                  | Strijen |           |            |
| 1957      | Watersnoodmonument | Johan van Zweden | Begraafplaats                  | Strijen |           |            |
|           | Drie Gratiën       |                  | Kerkstraat 54                  | Strijen |           |            |
|           | Schapen            | Tineke Bot       | Molenstraat / Boompjesstraat   | Strijen |           |            |